# واسیلی گلوونین

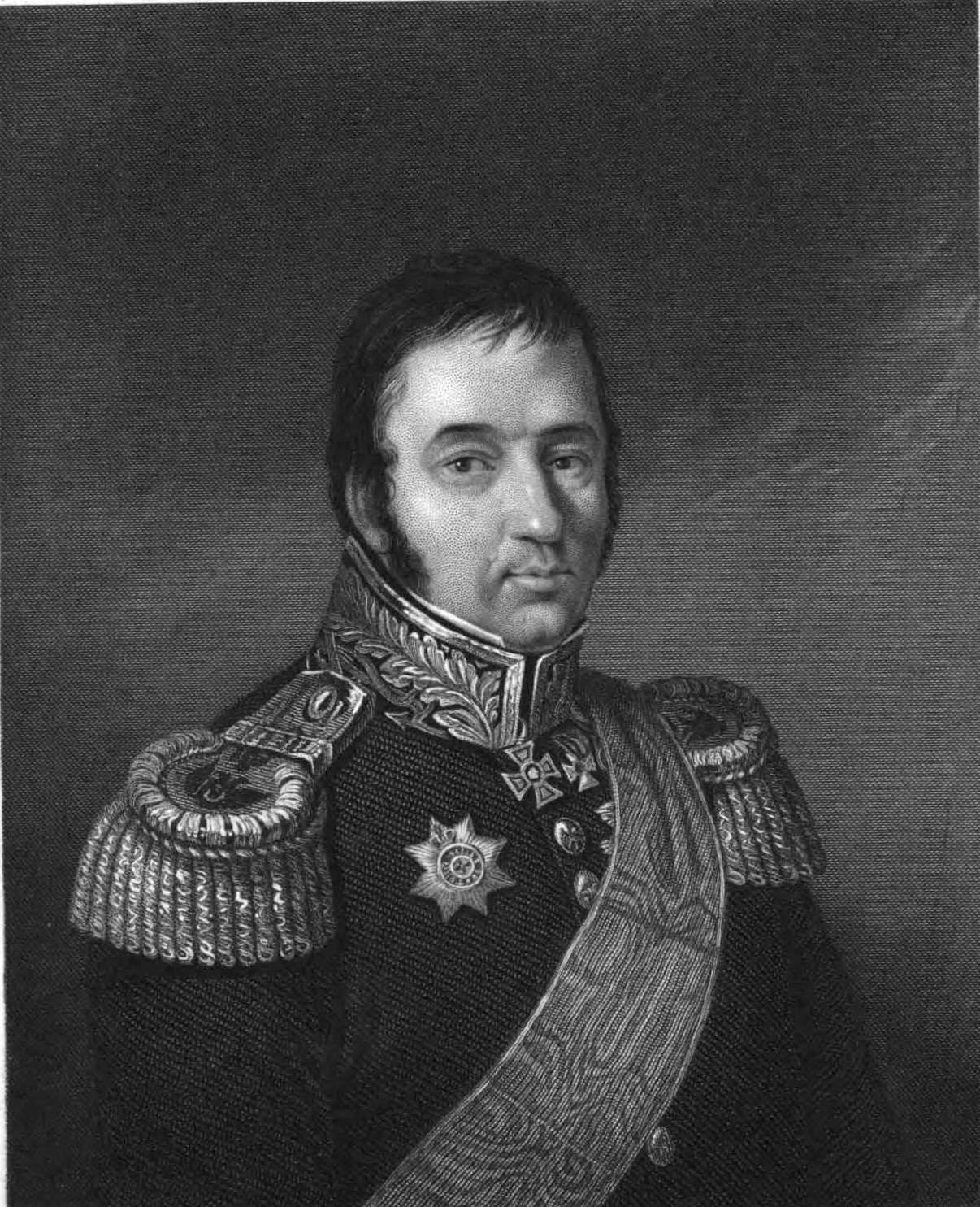
واسیلی گلوونین (۱۷۷۶–۱۸۳۱)

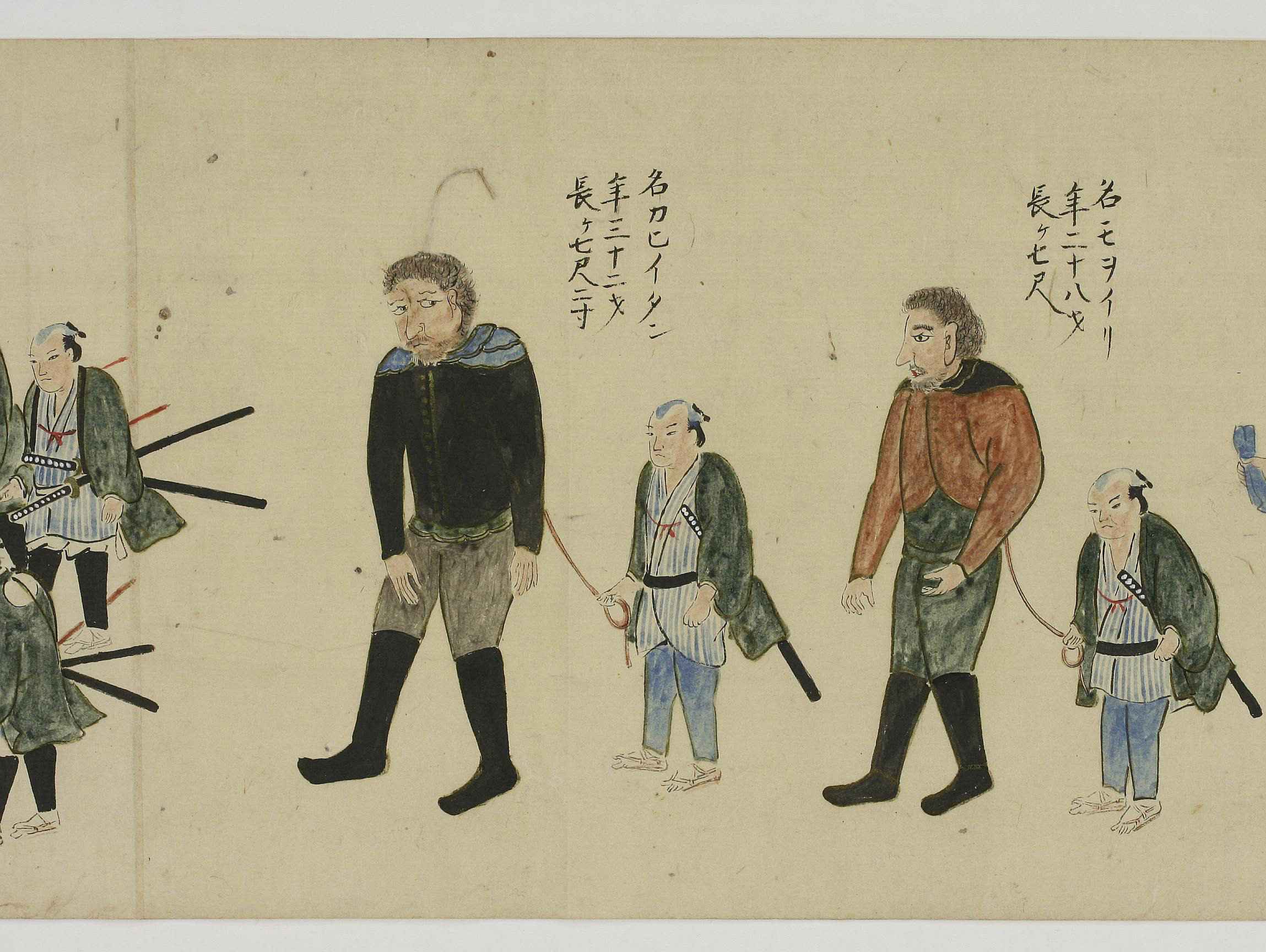
دستگیری و زندانی شدن واسیلی گلوونین در ژاپن

واسیلی میخائیلوویچ گُلوونین (روسی: Василий Михайлович Головнин) (زادهٔ ۱۹ آوریل ۱۷۷۶، استان ریازان، روسیه – درگذشتهٔ ۱۱ ژوئیهٔ ۱۸۳۱، سن پترزبورگ، روسیه) ناوبر، دریاسالار و آکادمیسین آکادمی علوم روسیه (۱۸۱۸) بود.